# Neta Bahcall
Neta Bahcall (Neta Assaf Bahcall, * 1942, Izrael) je izraelsko-americká astrofyzička a kosmoložka specializující se na temnou hmotu, strukturu vesmíru, kvasary a formování galaxií.
Je profesorkou astronomie Eugena Higginse na Princetonské univerzitě v New Jersey, jedné z nejprestižnějších univerzit v USA (člen Ivy League).
Neta Bahcall byla v roce 2024 jmenována do Americké astronomické společnosti Henry Norris Russell Lectureship. Byla oceněna za její ústřední příspěvek k určení průměrné hustoty hmoty ve vesmíru a vytvoření modelu shody kosmologie, za její oddanost astronomickému vzdělání a příkladnou službu komunitě. V roce 1999 získal stejné ocenění její manžel John Bahcall a to z nich dělá první astronomický pár, kterému se dostalo této pocty.

## Vzdělání

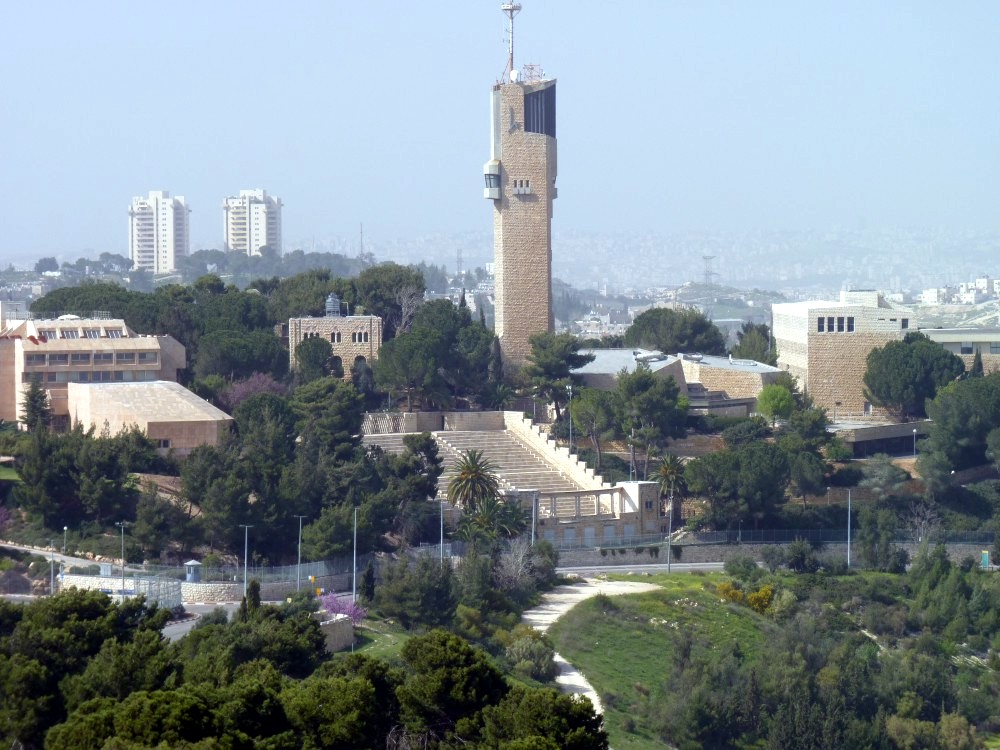
Hebrejská univerzita v Jeruzalémě. Je to druhá nejstarší izraelská vysoká škola otevřená v roce 1925.

Neta Assaf Bahcall se narodila v roce 1942 v Izraeli. Původně chtěla studovat lékařskou fakultu, ale nebyla dítětem lékaře, a proto tam nemohla být přijata. Rozhodla se proto pro studium přírodních věd.
V roce 1963 získala bakalářský titul z fyziky a matematiky na Hebrejské univerzitě v Jeruzalémě. V roce 1965 získala magisterský titul z fyziky na Weizmannově institutu věd. V roce 1970 získala doktorát z astrofyziky na univerzitě v Tel Avivu.

## Kariéra

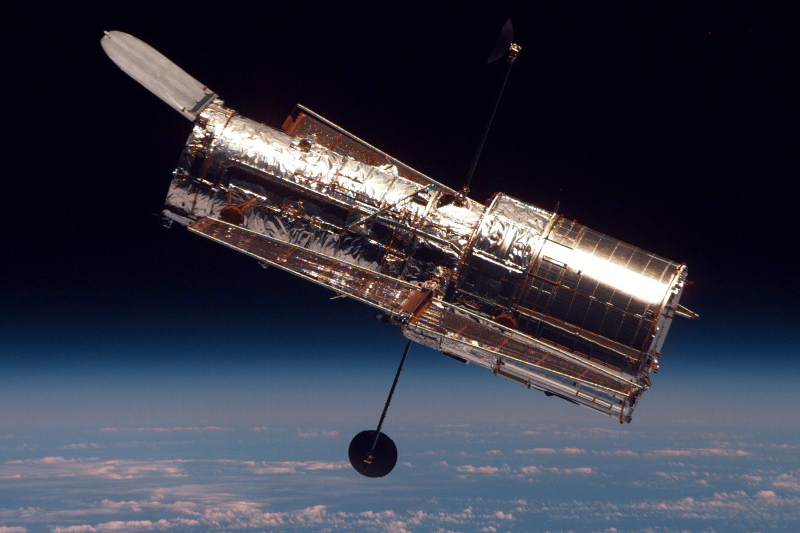
Hubbleův vesmírný teleskop. Od jeho vypuštění v roce 1990 se stal jedním z nejdůležitějších dalekohledů v historii astronomie a významně se zasloužil o prohloubení poznatků o vesmíru.

- Hubbleův vesmírný teleskop. Od jeho vypuštění v roce 1990 se stal jedním z nejdůležitějších dalekohledů v historii astronomie a významně se zasloužil o prohloubení poznatků o vesmíru.V letech 1970 až 1971 působila jako vědecký pracovník v oboru fyziky na Kalifornském technologickém institutu v USA. V letech 1971 až 1983 tam pracovala jako výzkumná asistentka vedoucího výzkumného astrofyzika.
- V letech 1983 až 1989 byla šéfkou General Observer Support Branch a vedoucí Kanceláře pro výběr vědeckých programů na Space Telescope Science Institute, kde vybírala vědecké programy pro Hubbleův vesmírný teleskop.
- Od roku 1989 je na plný úvazek profesorkou astrofyziky na Princetonské univerzitě.
- V letech 2000 až 2008 byla také ředitelkou Rady pro vědu a technologii v Princetonu.[4]
- K jejím vědeckým úspěchům patří zmapování polohy a struktury různých galaxií pomocí Hubbleova vesmírného dalekohledu. Jedním z jejích nejdůležitějších příspěvků na poli astrofyziky byly výpočty hmotnosti vesmíru.

## Funkce
- Od roku 1983 byla předsedkyně výboru Americké astronomické společnosti pro postavení žen v astronomii.
- V letech 1995 až 1998 byla dlouholetým členem a viceprezidentem Americké astronomické společnosti.
- V roce 1997 byla zvolena členem Národní akademie věd. Přednášela pro řadu organizací, včetně Nobelova sympozia ve Stockholmu v roce 1998.
- Byla členem Národního poradního výboru pro astronomii a astrofyziku Rady Space Telescope Institute (1993–1997), Národního výboru IAU (1998–2004), Vědeckého poradního výboru Sloanova digitálního nebeského průzkumu (1990–1995), Amerického fyzikálního institutu Výbor pro mezinárodní vztahy (1990–1993).[5]
- V roce 2006 obdržela čestný doktorát na Ohio State University.
- V letech 2009-2013 byla vedoucí výzkumného oddělení Perimeter Institute for Theoretical Physics v Ontariu v Kanadě.

## Osobní život
Neta Bahcall byla provdaná za Johna Bahcalla až do jeho smrti v roce 2005. Také on byl astrofyzikem a profesorem na Institute for Advanced Study. Oba byli častými spolupracovníky a jako spoluautoři publikovali více než 20 vědeckých článků. Měli spolu tři děti, z nichž všechny získaly doktorát z přírodních věd.
Neta Bahcall je dosud pravidelným účastníkem akcí Bahcall Lunch pořádaných Institutem pro pokročilé studium a Princetonskou univerzitou, které jsou pojmenovány po jejím manželovi. Na těchto obědech se členové astrofyzické komunity setkávají, aby si vyslechli krátké přednášky od hostujících vědců a diskutovali o nejnovějším vývoji ve výzkumu.
Její náboženské názory a víru v Boha charakterizuje její citát: Nejsem příliš nábožensky založená, ale jsem velmi židovská... Kombinuji vědu, kterou se zabývám, s náboženskou otázkou o Bohu v tom smyslu, že všechny fyzikální zákony, které stvořily vesmír, a obrovské množství krásy ve vesmíru představují spojení s Bohem.

## Vybraná ocenění
- Cena Henryho Norrise Russella od Americké astronomické společnosti (2024)[8][9]
- Cena Cecilie Payne-Gaposchkinové od Harvardovy univerzity (2013)
- Čestný doktorát věd od Ohio State University (2006)

## Vybrané publikace
- Neta A. Bahcall; JEREMIAH P. OSTRIKER; SAUL PERLMUTTER; PAUL J. STEINHARDT. The Cosmic Triangle: Revealing the State of the Universe. Science. 1999, s. 1481–1488. Dostupné online. doi:10.1126/science.284.5419.1481. S2CID 15271568. Bibcode 1999Sci...284.1481B. arXiv astro-ph/9906463v4.
- BAHCALL, N.A; CEN, R. Galaxy clusters and cold dark matter-A low-density unbiased universe?. The Astrophysical Journal Letters. 1992, s. L81-L84. doi:10.1086/186582. Bibcode 1992ApJ...398L..81B.
- BAHCALL, N.A; CEN, R. The Mass Function of Clusters of Galaxies. The Astrophysical Journal. 1993, s. L49-L52. doi:10.1086/186803. Bibcode 1993ApJ...407L..49B.